# Stanley Glasser
Stanley Glasser (* 28. Februar 1926 in Johannesburg; † 5. August 2018) war ein südafrikanischer Komponist und Musikethnologe.

## Leben und Wirken
Glasser studierte zunächst in Südafrika Wirtschaftswissenschaft, um dann ab 1950 in Cambridge und bei Mátyás Seiber Musik zu studieren. Von 1953 bis 1955 war er als Lecturer in Cambridge beschäftigt und kehrte dann nach Südafrika zurück, wo er Feldforschung bei den Xhosa und den Pedi betrieb. Nach drei Jahren als Lecturer an der Universität Kapstadt kehrte er 1963 nach England zurück, um am Goldsmiths, University of London zu lehren, wo er seit 1969 als Leiter der Musikabteilung tätig war und 1989 zum Professor berufen wurde. Seit 1991 ist er emeritiert.
Seine Kompositionen sind teilweise stark von seiner wissenschaftlichen Beschäftigung mit traditioneller afrikanischer Musik geprägt. Daneben war er als musikalischer Leiter und Arrangeur von Todd Matshikizas Musical King Kong tätig. 1962 verfasste er mit Mr. Paljas selbst ein Musical. Mit The Square (1961, für Orchester und Jazzensemble) schrieb er die erste Ballettmusik Südafrikas. Eines seiner Hauptwerke ist die Kantate Zonkizizwe.
Glasser zeigte sich an allen Facetten der zeitgenössischen Musik interessiert und schrieb selbst 1959 eine Bühnenmusik zu Emperor Jones, die die Errungenschaften der elektronischen Musik nutzte. Auch in der Forschung öffnete er bei Goldsmiths derartige Möglichkeiten. Beispielsweise kaufte dessen Musikstudio einen der ersten samplefähigen Fairlight-CMI-Synthesizer. Das dortige Studio ist heute nach ihm benannt.
Er verfasste auch das Buch The A–Z of Classical Music (London 1994). 1952/53 präsidierte er im Kollektiv zusammen mit Pauline Hall, Benjamin Frankel, Carlos Riesco und Lex van Delden die Internationale Gesellschaft für Neue Musik IGNM/ISCM. Der Mundharmonika-Virtuose Adam Glasser ist sein Sohn.

## Auszeichnungen
- 1952 erhielt er den Kompositionspreis der Royal Philharmonic Society.

## Werke (Auswahl)
- The Square (1961)
- The Chameleon and the Lizard (1970)
- Lalela zulu, for vocal ensemble (1977, Text von Lewis Nkosi).
- Zonkizizwe (1991)
- A Greenwich Symphony (1999)

## Diskographische Hinweise
- Mr. Paljas (Gallotone 1962, mit Chris McGregor, Hugh Masekela, Dudu Pukwana, Dennis Mpali, Danny Josephs, Maud Damons u. a.)
- Lalela Zulu – King’s Singers Street Songs (RCA Victor Red Seal, 1998).